# Richard Dashut
Richard Dashut (West Hollywood, 19 september 1951) is een Amerikaans muziekproducent. Hij produceerde onder meer albums van Fleetwood Mac en Matthew Sweet. Hij schreef in samenwerking met Lindsey Buckingham verscheidene nummers voor Fleetwood Mac. Op dit moment werkt hij samen met Kalsey Kulyk. 

## Levensloop
Richard Dashut werd geboren in eind 1951 in West Hollywood, Californië. Hij studeerde filosofie en psychologie aan de Universiteit van Las Vegas. Hij studeerde echter niet af, maar verliet de school omdat hij naar Los Angeles terug wilde keren om daar proberen in de film- en muziekwereld terecht te komen. Hij kwam in Los Angeles aan het werk bij de studio's van platenmaatschappij Crystal Sound als een conciërge, waar hij niet eens toestemming had om de controlekamer te betreden, totdat hij een opleiding als geluidstechnicus kreeg aangeboden.
Kort nadat Dashut begon met werken bij Crystal Sound, ontmoette hij in 1972 een jong, muzikaal duo met wie hij zowel een persoonlijke als muzikale band opbouwde: Lindsey Buckingham en Stevie Nicks. Buckingham en Nicks waren nog niet zeker van hun toekomstplannen: de band Fritz was in 1971 opgeheven en ze hadden nog wat demo's opgenomen met Keith Olsen, maar zonder succes. Met Dashut als geluidstechnicus werkten ze in 1973 samen en brachten ze hun eigen album uit, Buckingham Nicks. Omdat dit album geen groot succes was, gingen ze met zijn drieën door om demo's te produceren. Met een Ampex-viersporenrecorder van Buckingham namen ze in deze periode muziek op.
Gedurende enkele jaren bleef hij aan het werk als geluidstechnicus, onder andere met Bachman-Turner Overdrive, in samenwerking met Mark Smith. Desondanks greep hij de kans om weer samen te gaan werken met Nicks en Buckingham. Begin 1975 sloten ze zich aan bij de band Fleetwood Mac - Nicks en Buckingham eerst, Dashut pas nadat hij een tijd getwijfeld had. In 1975 en 1975 verzorgde hij het geluid bij ongeveer 90 concerten van de band. Ook al had Dashut geen ambities om producent te worden, werd hij door Mick Fleetwood gevraagd om het album Rumours te gaan produceren. Dashut bracht Ken Caillat mee om hem te helpen met zijn werk. In 1976 startte de band met het album en op 4 februari 1977 werd het uitgegeven. Het album werd een hit: zo stond het negen weken lang op nummer 1 in de Nederlandse Album Top 100 (lente 1977).
Naast Rumours produceerde Dashut nog enkele andere albums van Fleetwood Mac, waaronder Mirage (1982) en Tango in the Night (1987). Samen met Buckingham schreef hij enkele nummers die verschenen op Tango in the Night en Mirage. Naast zijn werk met de band produceerde hij ook twee van Buckingham's solo-albums, Law and Order (1981) en Out of the Cradle (1992). 
In de jaren negentig startte Dashut met het muzieklabel Music Group in samenwerking met David Eike. Op dit moment is hij afdelingsleider A&R bij de 5.1 Entertainment Group.